# KSI
Olajide Olayinka Williams "JJ" Olatunji (Londres, 19 de junho de 1993), conhecido profissionalmente como KSI, é um influenciador, boxeador e músico inglês. Ele é um dos membros fundadores do grupo do YouTube, Sidemen, CEO da Misfits Boxing, e co-proprietário da Prime Hydration, XIX Vodka, Sidemen Clothing, da cadeia de restaurantes Sides e da marca de cereais Best Breakfasts.
Ele registrou seu canal principal no YouTube em 2009 e, desde então, construiu um grande público postando vídeos de jogos da série de videogames FIFA. Seu conteúdo mais tarde se diversificou para incluir vlogs e vídeos de comédia. Em outubro de 2022, ele tinha mais de 41 milhões de inscritos e mais de 10 bilhões de visualizações de vídeos em seus três canais no YouTube.
Ele participou do filme de comédia britânico Laid in America em 2016 e foi o tema de KSI: Can't Lose em 2018, um documentário que acompanha a preparação para sua primeira luta de boxe, e KSI: In Real Life em 2023, um documentário do Amazon Prime Video que acompanha sua vida de junho de 2021 a outubro de 2022.
Seu álbum de estreia, Dissimulation, foi lançado em 2020 e estreou em segundo lugar na UK Albums Chart. Seu segundo álbum de estúdio, All Over the Place, foi lançado em 2021 e estreou em primeiro lugar. Ele alcançou quatorze singles no top 40 da UK Singles Chart, sete deles chegando ao Top 10 e cinco deles chegando ao Top 5.
Ele participou de uma luta de boxe amador contra Joe Weller em fevereiro de 2018. Dois eventos de boxe adicionais contra o YouTuber americano Logan Paul ocorreram, sendo que o segundo foi uma luta profissional na qual ele venceu por decisão dividida em novembro de 2019. Em agosto de 2022, ele lutou contra duas pessoas na mesma noite, derrotando o rapper Swarmz e o boxeador profissional Luis Alcaraz Pineda. Em 2023, ele lutou contra FaZe Temperrr em janeiro, Joe Fournier em maio e Tommy Fury em outubro, na qual ele perdeu por decisão unânime.

## Primeiros anos
Olajide Olayinka Williams Olatunji nasceu em 19 de junho de 1993, em Londres, e foi criado em Watford, Hertfordshire. Seu pai, Olajide Olatunji, nasceu em Ibadã, Nigéria. Sua mãe, Olayinka Olatunji, é de Islington, Londres. Ele e seus pais são do grupo étnico iorubá. Ele foi educado na Reddiford School em Pinner e na Berkhamsted School em Berkhamsted, onde conheceu seu futuro colaborador e membro dos Sidemen, Simon Minter.
O irmão mais novo de KSI, Deji Olatunji, também é um YouTuber conhecido como ComedyShortsGamer e boxeador profissional. Os irmãos ficaram em primeiro e segundo lugar, respectivamente, como os "Criadores de Conteúdo do YouTube Mais Influentes do Reino Unido" pela Tubular Labs em 2015.

## YouTube e carreira online

### 2008–2013: Início eFIFA

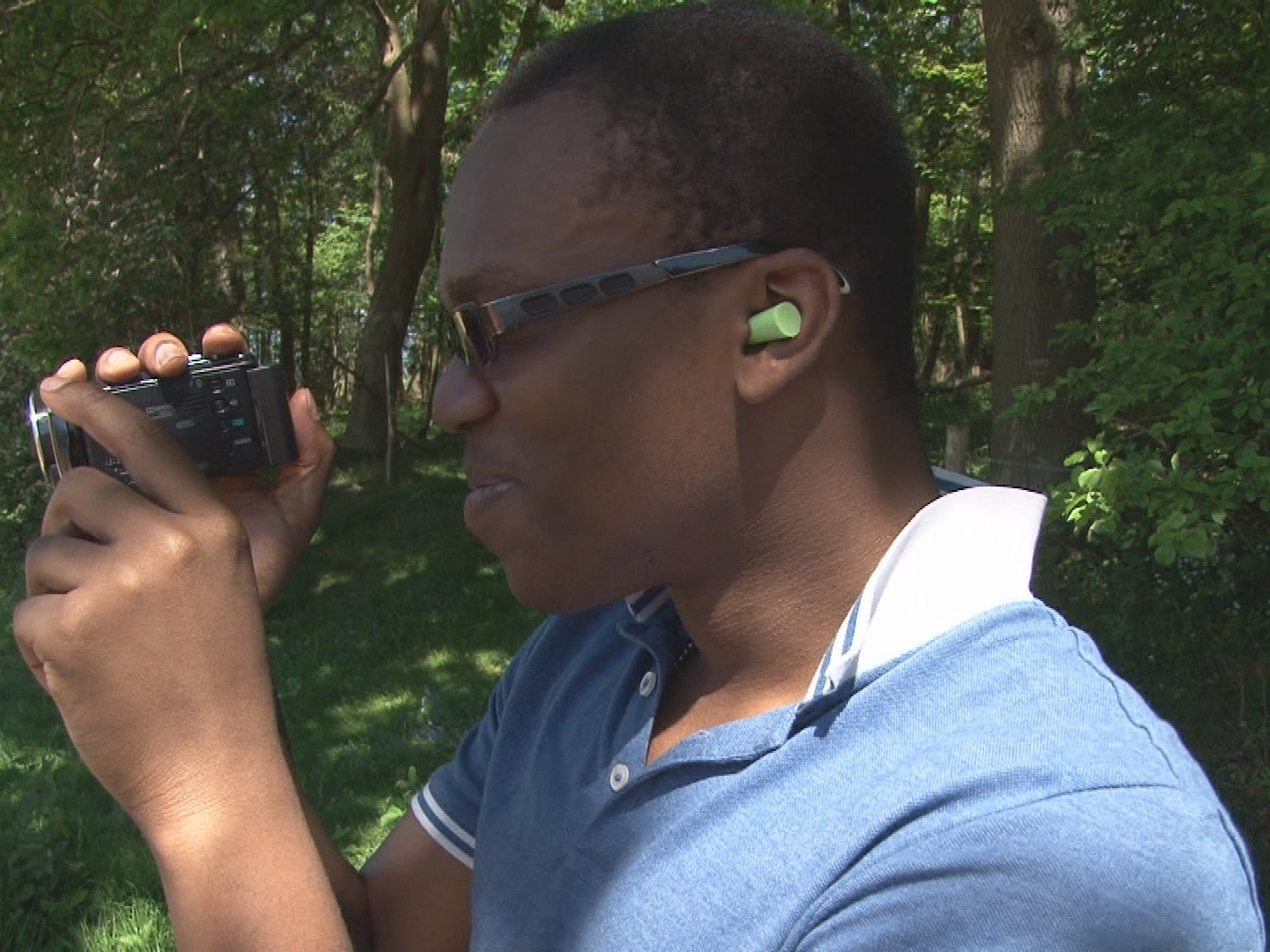
KSI gravando um vídeo para seu canal no YouTube em 2012

KSI registrou sua primeira conta no YouTube com o nome de usuário "JideJunior" em 2008, enquanto ainda era adolescente. Ele registrou sua atual conta no YouTube em 24 de julho de 2009, sob o nome KSI Olajide BT, onde ele postava vídeos de comentários de jogos da série de videogames FIFA de seu quarto na casa de seus pais em Watford. "KSI" significa Knowledge Strength Integrity (Conhecimento, Força, Integridade), inspirado por um clã de Halo.
Ele abandonou o ensino médio para seguir sua carreira no YouTube assim que começou a ganhar uma receita mensal estável com seus vídeos. Em uma entrevista em 2014, ele contou que perguntou a seu professor se deveria abandonar a escola. Seu professor perguntou quanto KSI estava ganhando no YouTube, ao que KSI respondeu, "cerca de £1.500 por mês", que era mais do que seu professor ganhava. Seus pais inicialmente desaprovaram, mas depois se tornaram apoiadores e apareceram em vários de seus vídeos.
KSI posteriormente começou a postar mais conteúdos no estilo vlog e a jogar uma variedade de jogos, e em 2012, o canal alcançou um milhão de inscritos.
A ascensão de KSI à fama não foi isenta de controvérsias, sendo amplamente criticado por sua chamada "cara de estupro", uma piada recorrente em seu canal durante 2012 e 2013. Ele esteve no centro de uma controvérsia após alegações de terceiros de assédio sexual de funcionárias em um evento da Eurogamer em 2012, chegando a ser acusado de agredir sexualmente a modelo Brandy Brewer, apesar dela ter tweetado que consentiu com o incidente, escrevendo: "isso se chama comédia... relaxe". Como resultado, a Microsoft cortou os laços com KSI e ele foi banido de eventos da Eurogamer. KSI posteriormente se desculpou "por qualquer ofensa que o vídeo de 15 meses atrás possa ter causado no curto período em que esteve em seu canal do YouTube, referências a ele desde então e subsequentemente usadas por outras pessoas" e declarou seu desejo de seguir em frente e "ser julgado pelo ótimo conteúdo e valor que ele oferece às marcas e parceiros, sem controvérsias."

### 2013–Presente: Sidemen e expansão de conteúdo
Em outubro de 2013, KSI assinou com a sub-rede Polaris da Maker Studios. Desde 19 de outubro de 2013, KSI faz parte do grupo britânico do YouTube conhecido como Sidemen. O grupo produz vídeos online, que geralmente consistem em desafios, esquetes e comentários de videogames, além de vender mercadorias exclusivas dos Sidemen.
Em julho de 2014, KSI e a Comedy Central UK lançaram KSI: Demolished, uma websérie de comédia com cinco episódios em que comediantes britânicos como Kojo, Michelle de Swarte, Bobby Mair e Alex Lowe se revezam para fazer piadas sobre KSI. Em agosto de 2014, ele foi a quarta personalidade mais popular entre os adolescentes dos EUA, de acordo com uma pesquisa realizada pela Variety. Em 18 de agosto de 2014, KSI fez parceria com a Endemol para um novo programa esportivo chamado Rule'm Sports. Em outubro de 2014, KSI assinou com a MLG.tv, um serviço de mídia de streaming focado em jogos, como parte da lista de streamers ao vivo.
Em setembro de 2015, KSI foi classificado em 15º lugar na lista da Business Insider dos "15 YouTubers mais populares do mundo".
Em 4 de agosto de 2017, KSI tuitou que estaria deixando os Sidemen, citando conflitos com o membro Ethan Payne. Pouco depois, ele lançou vários vídeos de diss tracks criticando membros de seu então ex-grupo, aos quais a maioria dos membros respondeu com suas próprias diss tracks. Ainda naquele mês, KSI lançou um vídeo no qual afirmou que estava sendo deportado dos Estados Unidos por ter recebido um visto incorreto. Em novembro de 2017, KSI lançou um vídeo discutindo se sua suposta briga com os Sidemen era real ou falsa, dizendo: "Não era inteiramente real, mas também não era inteiramente falso."
Em 2019, ele foi classificado em segundo lugar pelo The Sunday Times em sua lista dos 100 maiores influenciadores do Reino Unido. Em 2020, o The Times nomeou KSI como o maior influenciador da Grã-Bretanha.
Em setembro de 2023, a Forbes classificou KSI como o segundo maior criador de 2023, com um ganho estimado de US$24 milhões.

## Carreira musical

### 2015–2016: Primeiros lançamentos

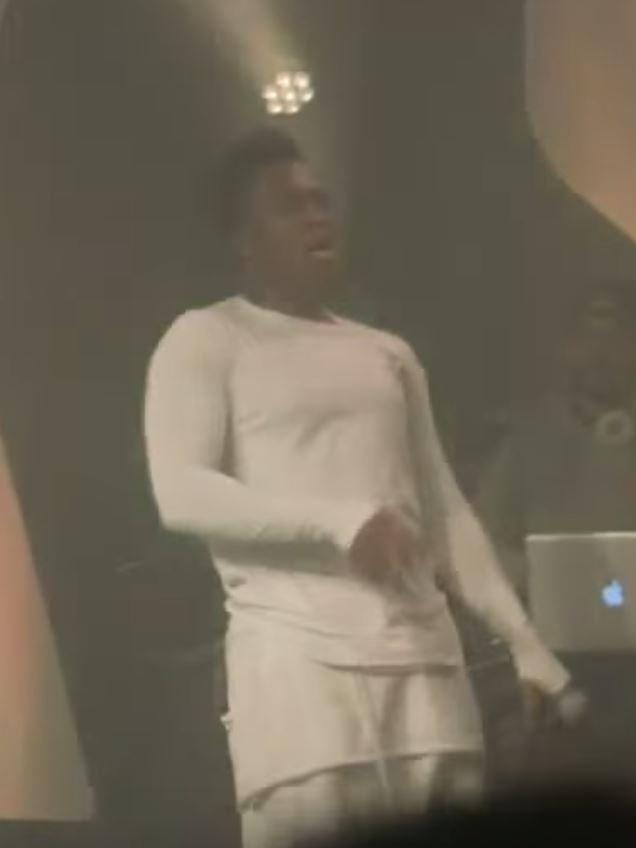
KSI se apresentando na O2 Academy Islington em 2016

Tendo escrito e produzido músicas de comédia e rap para seu canal no YouTube em 2011, KSI lançou seu single de estreia, "Lamborghini", com a participação do MC britânico de grime P Money, em 23 de março de 2015, pela Dcypha Productions. A música alcançou a posição número 30 na UK Singles Chart, caindo para as posições 68 e 96 nas duas semanas seguintes, antes de sair do top 100.
"Keep Up", a faixa-título do extended play de estreia de KSI com o mesmo nome, em parceria com Jme, foi lançada em 13 de novembro de 2015, alcançando a posição número 45 na UK Singles Chart. O EP completo foi lançado em 8 de janeiro de 2016, pela Island Records, estreando na posição número 13 na UK Albums Chart e na posição número um na UK R&B Albums Chart.
Em 29 de abril de 2016, KSI lançou "Goes Off", com participação de Mista Silva, como o primeiro single de seu segundo EP intitulado Jump Around. O segundo single do EP, "Friends with Benefits", com MNDM, foi lançado em 29 de julho de 2016, alcançando a posição número 69 na UK Singles Chart. O EP completo foi lançado em 28 de outubro de 2016 pela Island Records. Uma das músicas do EP, "Touch Down", com a rapper e cantora Stefflon Don, apareceu na trilha sonora do filme Baywatch de 2017.

### 2017–2019: Lançamentos independentes
Em 23 de junho de 2017, KSI lançou de forma independente "Creature", que alcançou a posição número 100 na UK Singles Chart. "Creature" foi o primeiro single do terceiro EP de KSI, Space, lançado independentemente em 30 de junho de 2017. Em 6 de outubro daquele ano, KSI lançou seu quarto EP, Disstracktions, que inclui diss tracks contra os membros dos Sidemen, W2S e Behzinga. O EP alcançou a posição número 31 na UK Albums Chart e a posição número um na UK R&B Albums Chart. Uma semana antes de seu lançamento, KSI anunciou que o EP seria seu "último lançamento" com a Island Records e que ele lançaria músicas de forma independente.
Em 2 de fevereiro de 2018, KSI lançou "Uncontrollable", com participação de Big Zuu. A música foi tocada durante a entrada de KSI no ringue para sua luta de boxe contra Joe Weller e alcançou a posição número 89 na UK Singles Chart. KSI lançou "On Point" em 17 de agosto de 2018, que foi tocada durante sua entrada no ringue para sua segunda luta de boxe.
Em 12 de abril de 2019, KSI lançou um álbum colaborativo com Randolph intitulado New Age. Ele estreou na posição número 17 na UK Albums Chart e na posição número um na UK R&B Albums Chart.

### 2019–2020: Nova gravadora eDissimulation

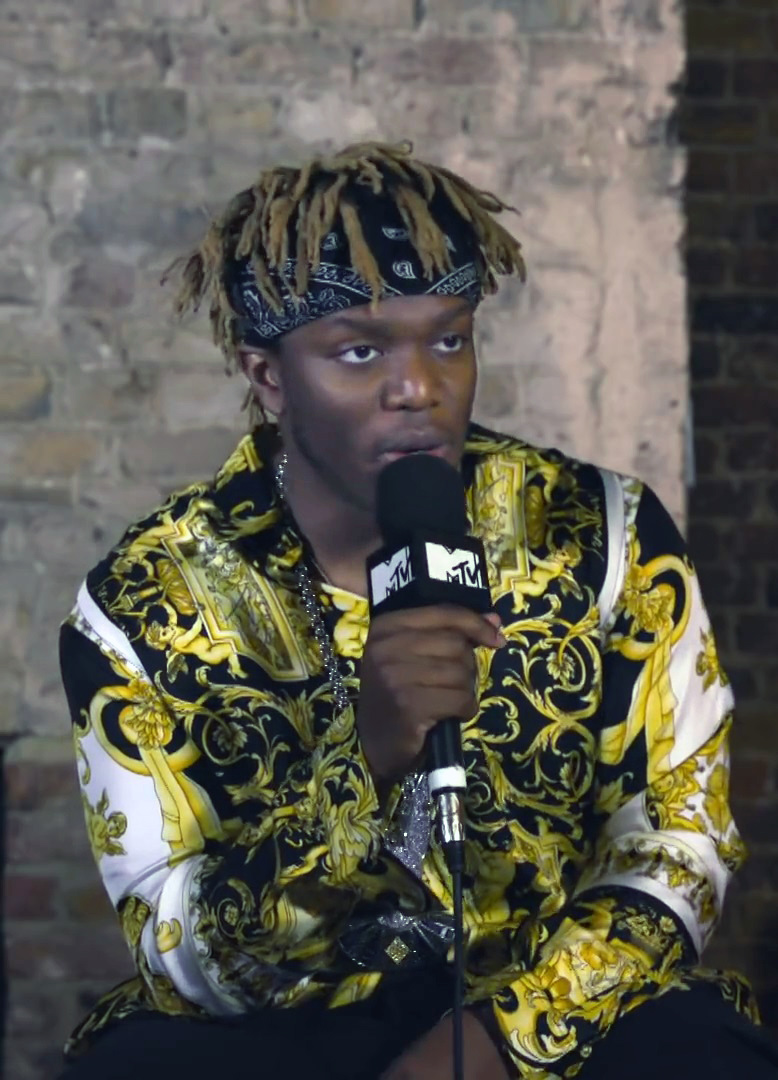
KSI durante entrevista à MTV Internacional em 2019

Em 4 de novembro de 2019, foi anunciado que KSI havia assinado com a RBC Records e a BMG para "levar sua música para o próximo nível" e "desenvolver ainda mais sua carreira musical nos EUA e internacionalmente". Além de gerenciar os futuros lançamentos de KSI, foi confirmado que a gravadora administraria e relançaria as gravações independentes do catálogo de KSI. Nesse dia, foi confirmado que KSI já havia começado a gravar seu álbum de estreia. Em 8 de novembro de 2019, "Down Like That", com Rick Ross, Lil Baby e S-X, foi lançada como o single principal do álbum. A música foi apresentada ao vivo pelos três artistas convidados como música de entrada de KSI para sua revanche de boxe contra Logan Paul.
A música alcançou a posição número 10 na UK Singles Chart e foi certificada como prata pela British Phonographic Industry (BPI) por vendas de 200.000 unidades no país. Em 15 de dezembro, KSI, Miniminter, TBJZL e Zerkaa lançaram um single temático de Natal intitulado "The Gift" sob a bandeira dos Sidemen, com participação de S-X, que alcançou a posição número 77 no Reino Unido. Mais três singles precederam o álbum: "Wake Up Call", com Trippie Redd, que estreou na posição número 11 na UK Singles Chart; "Poppin", com Lil Pump e Smokepurpp, que alcançou a posição número 43 no Reino Unido; e "Houdini", com Swarmz e Tion Wayne, que estreou na posição número seis na UK Singles Chart e recebeu certificação de prata pela BPI.
O álbum de estreia de KSI, intitulado *Dissimulation*, foi lançado em 22 de maio de 2020. O álbum estreou na posição número dois na UK Albums Chart e também entrou nas paradas de 15 países. Foi o álbum de estreia mais vendido por um artista britânico no Reino Unido em 2020 e foi certificado como ouro pela BPI por vendas de 100.000 unidades no país. O álbum gerou mais dois singles no top 40 do Reino Unido, "Cap", com Offset, e "Killa Killa", com Aiyana-Lee. KSI estava programado para se apresentar nos festivais de música Parklife, Longitude e Reading and Leeds em 2020 para promover *Dissimulation*, mas esses eventos foram posteriormente cancelados devido à pandemia de COVID-19. KSI participou de "Lighter" do DJ e produtor musical britânico Nathan Dawe. A música alcançou a posição número três na UK Singles Chart e se tornou uma das músicas mais vendidas do Reino Unido em 2020. Foi certificada como platina pela BPI por vendas de 600.000 unidades no Reino Unido e foi indicada para Melhor Single Britânico no Brit Awards de 2021. KSI também participou de "Loose" do artista zimbabuano-britânico S1mba, que alcançou a posição número 14 na UK Singles Chart.

### 2020–2021:All Over the Placee The Online Takeover
Em 23 de outubro de 2020, KSI lançou o primeiro single de seu segundo álbum, "Really Love", com Craig David e Digital Farm Animals, que alcançou a posição número três na UK Singles Chart e foi certificado como ouro pela BPI. Em 15 de janeiro de 2021, KSI lançou o segundo single do álbum, "Don't Play", com Anne-Marie e Digital Farm Animals. A música estreou na posição número dois na UK Singles Chart, tornando-se o single de maior sucesso de KSI no Reino Unido até o momento, e foi certificada como platina pela BPI. Em 12 de março de 2021, KSI lançou o terceiro single do álbum, "Patience", com Yungblud e Polo G, que estreou na posição número três na UK Singles Chart e foi certificado como prata pela BPI.
Em 16 de fevereiro de 2021, KSI anunciou no Twitter a criação de sua própria gravadora chamada "The Online Takeover" em parceria com seu empresário musical Mams Taylor. Pouco depois, ele anunciou o primeiro contratado de sua gravadora, a cantora americano-britânica Aiyana-Lee, que participou da faixa "Killa Killa". Em 26 de abril de 2021, KSI anunciou nas redes sociais o lançamento de seu segundo álbum, *All Over the Place*, que foi lançado em 16 de julho daquele ano. O álbum estreou na posição número um na UK Albums Chart, dando a KSI seu primeiro álbum a alcançar o topo das paradas, e foi certificado como ouro pela BPI por ultrapassar 100.000 vendas no país.
Em 18 de junho de 2021, KSI lançou o quarto single do álbum, "Holiday", que foi incluído apenas na edição platina do álbum. A música estreou na posição número dois na UK Singles Chart, tornando-se o single solo de maior sucesso de KSI até o momento. Em 6 de agosto de 2021, KSI lançou o quinto single do álbum, "Lose", com o rapper americano Lil Wayne, sendo o single principal da edição deluxe do álbum, que foi lançada em 27 de agosto. O single alcançou a posição número 18 na UK Singles Chart e também estreou na posição número 86 na Billboard Hot 100, tornando-se o primeiro single de KSI a entrar nessa parada.

### 2022 – presente: novos lançamentos e próximo álbum
Em 6 de maio de 2022, KSI apareceu em " Locked Out " do SX. O single é o terceiro single de SX para seu álbum de estreia. "Locked Out" se tornou o primeiro single do SX a chegar às paradas oficiais do Reino Unido, que alcançou a posição 53. Em 13 de maio, KSI anunciou que ele e Proper Loud assinaram com Yxng Dave para The Online Takeover, marcando-o como o segundo artista a assinar com a gravadora. Em 30 de maio, foi anunciado que KSI havia assinado com a Atlantic Records e a Warner Music UK "após sua enorme colaboração com Anne-Marie em Don't Play". Em 5 de agosto, KSI lançou " Not Over Yet " com Tom Grennan . "Not Over Yet" alcançou a quarta posição no UK Single Charts e estreou em primeiro lugar no The Official Big Top 40 . O single marcou o primeiro disco da Atlantic Records. Um remix com Headie One e Nines lançado em 28 de agosto e serviu como música de ring walk de KSI em sua luta contra Luis Alcaraz Pineda em 27 de agosto . Em 30 de setembro, KSI lançou " Summer Is Over ". Em 5 de dezembro, KSI, TBJZL e Vikkstar123 lançaram um single com tema natalino intitulado " Christmas Drillings " sob o banner Sidemen com Jme, que alcançou a posição número 3 no Reino Unido. Em 27 de janeiro de 2023, KSI lançou " Voices " com Oliver Tree . Em 13 de maio, KSI lançou " Easy " com Bugzy Malone e R3HAB, que serviu como música de ring walk de KSI em sua luta contra Joe Fournier na mesma noite .

## Carreira no boxe

### KSI x Weller

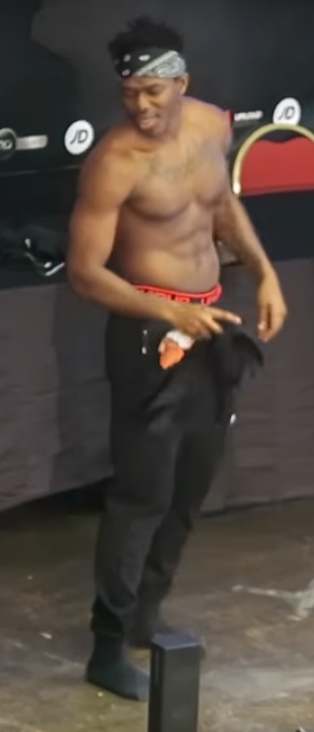
KSI durante a pesagem antes da luta de boxe amador contra Joe Weller

Supostas hostilidades entre KSI e o YouTuber britânico Joe Weller começaram no final de 2017. Após desentendimentos públicos no Twitter e diss tracks entre os dois, eles anunciaram que realizariam uma luta de boxe amador em 3 de fevereiro de 2018 na Copper Box Arena, em Londres, para resolver a rivalidade. Durante o anúncio, os dois se confrontaram, com KSI zombando das lutas de Weller contra a depressão e seu uso de antidepressivos, pelos quais ele depois se desculpou.
A luta foi vencida por KSI aos 1 minuto e 37 segundos do terceiro round por nocaute técnico. KSI expressou seu respeito por Weller após a luta, dizendo que ele foi "muito mais difícil, muito mais duro do que eu pensava," e o elogiou por seu compromisso em aumentar a conscientização sobre a saúde mental, antes de desafiar o YouTuber americano Logan Paul, seu irmão Jake Paul, e o ex-jogador de futebol Rio Ferdinand.

### Duas lutas com Logan Paul
Em 24 de fevereiro de 2018, foi anunciado que KSI lutaria contra Logan Paul em uma luta de boxe amador. A luta terminou em empate majoritário, com dois juízes marcando a luta em 57–57 e um terceiro juiz marcando 58–57 a favor de KSI.
Uma revanche entre KSI e Paul ocorreu em 9 de novembro de 2019 no Staples Center, em Los Angeles, e foi promovida por Eddie Hearn. Ao contrário da primeira luta, a revanche foi uma luta profissional sem o uso de protetores de cabeça. KSI foi treinado pelos boxeadores profissionais Viddal Riley e Jeff Mayweather, tio de Floyd Mayweather Jr. KSI venceu Paul por decisão dividida, com dois juízes pontuando a luta 56–55 e 57–54 a favor de KSI, e um terceiro juiz pontuando a luta 56–55 a favor de Paul.

### Retorno após hiato

#### KSI vs Swarmz e Pineda
Em 1º de julho de 2022, foi anunciado que KSI enfrentaria Alex Wassabi como evento principal do MF & DAZN: X Series 001 em 27 de agosto de 2022. No entanto, devido a uma concussão grave, foi anunciado em 6 de agosto que Swarmz substituiria Wassabi. Este evento marcou a primeira realização sob a promoção de KSI, Misfits Boxing.
Em 16 de agosto, foi anunciado que KSI enfrentaria um segundo oponente, resultando no evento denominado "2 Fights 1 Night". Seu segundo oponente inicialmente programado era o boxeador búlgaro Ivan Nikolov, mas ele foi retirado da luta devido a ter múltiplas tatuagens associadas a supremacia branca e neonazismo. Em 20 de agosto, o boxeador mexicano profissional Luis Alcaraz Pineda foi anunciado como o segundo oponente de KSI para 27 de agosto. KSI derrotou Swarmz por nocaute técnico no segundo round e conquistou o título vago de peso cruzador da MFB. Em seguida, KSI derrotou Luis Alcaraz Pineda por nocaute técnico no terceiro round e manteve seu título de peso cruzador da MFB.

#### KSI vs Temperrr
Em 19 de novembro, foi anunciado que KSI enfrentaria Dillon Danis como evento principal do MF & DAZN: X Series 004 em 14 de janeiro de 2023, na Wembley Arena, em Londres. No entanto, em 4 de janeiro, Danis se retirou devido à falta de preparação, falta de treinador e problemas com o peso. Foi anunciado que KSI defenderia seu título de peso cruzador da MFB contra o YouTuber brasileiro e fundador da FaZe Clan, FaZe Temperrr, que substituiu Danis com apenas uma semana de aviso. KSI derrotou Temperrr por nocaute no primeiro round e manteve seu título.

#### KSI x Fournier
Em 22 de março, foi anunciado que KSI enfrentaria o empresário e boxeador profissional Joe Fournier como evento principal do MF & DAZN: X Series 007 em 13 de maio na Wembley Arena em Londres. KSI originalmente derrotou Fournier por nocaute técnico no segundo round e manteve seu título; no entanto, uma controvérsia surgiu depois que replays mostraram KSI desferindo um golpe ilegal de cotovelo durante a sequência final. Em 15 de maio, Fournier apelou da decisão, e a Professional Boxing Association pediu para que ambos os lutadores apresentassem seus casos, com uma decisão a ser tomada até 19 de maio no máximo. Em 19 de maio, a Professional Boxing Association oficialmente decretou que a luta foi um no-contest (sem resultado).

### KSI vs Fury

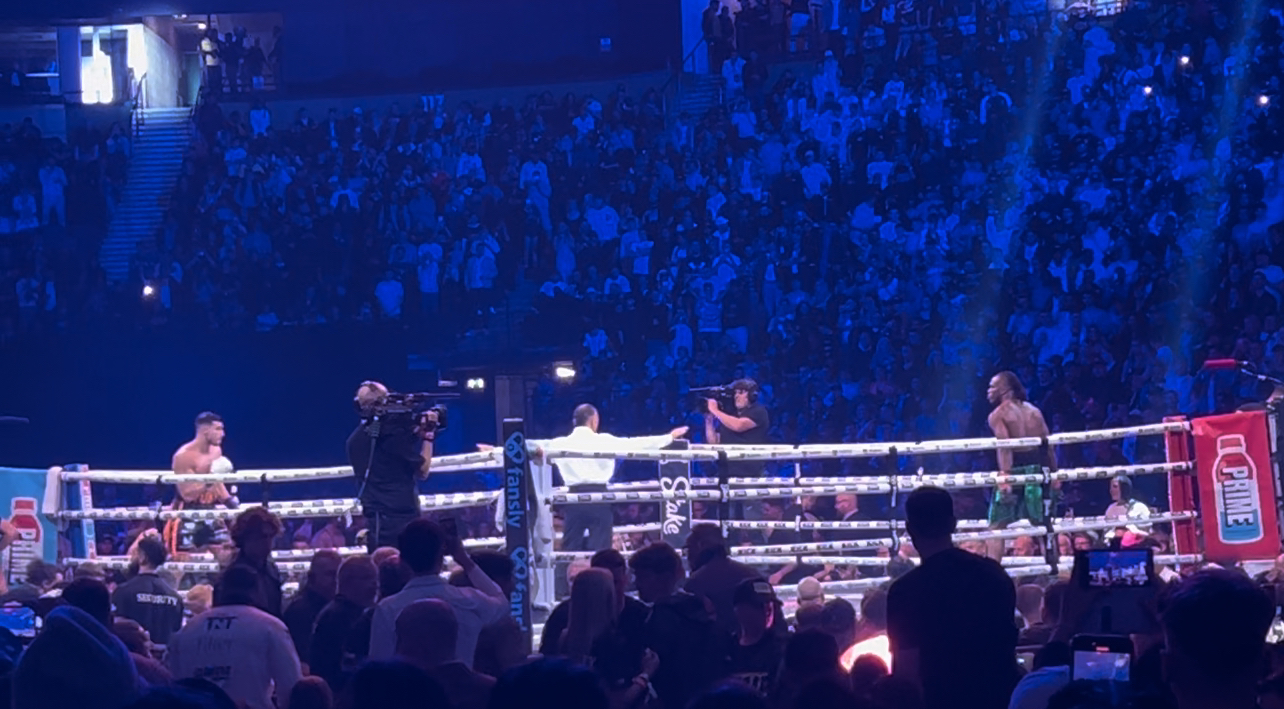
KSI lutando contra Tommy Fury na Manchester Arena

Em 28 de julho, foi anunciado que KSI e Logan Paul seriam os principais lutadores do MF & DAZN: X Series 10 - The Prime Card em 14 de outubro na Manchester Arena, em Manchester, Inglaterra. Em 30 de julho, foi anunciado que KSI, na verdade, enfrentaria Tommy Fury. Fury derrotou KSI por decisão majoritária. Em 15 de outubro, os resultados foram alterados para uma vitória por decisão unânime para Fury devido ao juiz Rafael Ramos, que anteriormente havia pontuado a luta em 57-57 no placar, o que foi matematicamente incorreto. O evento gerou 1.300.000 compras de pay-per-view, tornando-se um dos maiores eventos de boxe de 2023.

#### Apelo com PBA
Após o término da luta, KSI criticou Fury e insistiu que o resultado foi um "roubo". Muitos online e presentes no evento concordaram com KSI, acreditando que ele fez o suficiente para vencer a luta, incluindo o promotor esportivo inglês Eddie Hearn, que estava presente no evento.
Em 19 de outubro, KSI apresentou um recurso à Professional Boxing Association (PBA). Em 1º de dezembro, a PBA anunciou no Twitter que havia rejeitado o recurso, afirmando que não havia "motivos" para reverter o resultado. Apesar do resultado, o empresário de KSI, Mams Taylor, afirmou que o recurso ainda está em andamento e que estão avançando para a segunda de três possíveis etapas.

### KSI vs Slim e Taylor
Em 2 de junho de 2024, KSI confirmou no Twitter que retornaria ao ringue em agosto após uma pausa de 10 meses desde a derrota para Tommy Fury em outubro do ano passado. Relatos começaram a afirmar que KSI estava em negociações para enfrentar o ex-campeão unificado dos meio-médios-ligeiros Amir Khan. Em 4 de junho, Khan confirmou as negociações. No entanto, em 8 de junho, KSI confirmou em um vídeo no YouTube que Khan não será seu oponente, mas possivelmente enfrentará mais tarde no ano. Nesse vídeo, KSI também confirmou que lutará em 31 de agosto de 2024, em Dublin, Irlanda, e desafiou o personalidade da internet americano Slim Albaher e o lutador americano Anthony Taylor para uma luta de tag team em desvantagem de 2 contra 1. Em 30 de junho de 2024, a luta entre KSI, Albaher e Taylor foi confirmada.

## Misfits Boxing

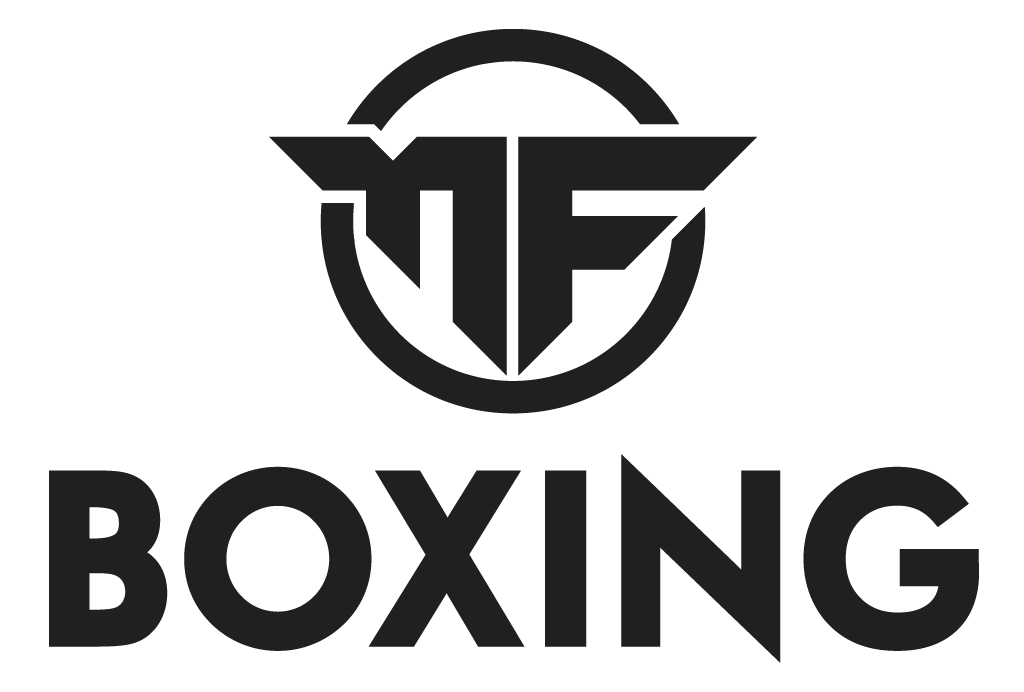
O logotipo da Misfits Boxing

Em 22 de junho de 2021, KSI anunciou que ele e a Wasserman Boxing se uniram para lançar uma empresa de promoção de boxe chamada 'Misfits Boxing'. O primeiro evento estava programado para ocorrer em 27 de agosto de 2022, com KSI também fazendo seu retorno ao boxe como evento principal. Uma série de outros eventos de boxe intitulada "MF & DAZN: X Series", em colaboração com a DAZN, que foram os distribuidores para a revanche anterior de KSI contra Logan Paul, foi anunciada, juntamente com eventos subsequentes, marcando o evento KSI vs. Swarmz e Luis Alcaraz Pineda como MF & DAZN: X Series 001.
Em 10 de janeiro de 2023, foi anunciado que Misfits Boxing e DAZN haviam assinado um contrato de 5 anos para continuar distribuindo eventos com dois pay-per-views por ano.

## Outros empreendimentos

### Atuando
Em 2016, KSI e Caspar Lee protagonizaram o filme britânico de comédia direto para vídeo "Laid in America". O filme foi escrito e dirigido por Sam Milman e Peter Vass, e produzido por The Fun Group LLC e Max Gottlieb. Foi lançado diretamente em vídeo pela Universal Pictures em 26 de setembro de 2016. Jason Best, do Movie Talk, deu ao filme 1 de 5 estrelas e o descreveu como "Vulgar e sem graça".
Em 2018, KSI lançou um filme documentário intitulado "KSI: Can't Lose". O filme revela os bastidores do que levou KSI a se tornar o campeão mundial do YouTube após sua estreia no boxe contra a estrela do YouTube Joe Weller, e como KSI usaria o que aprendeu para enfrentar Logan Paul. O filme foi produzido pelo estúdio de cinema de Callux, outro YouTuber, chamado After Party Studios, e foi distribuído pela Sony Pictures Home Entertainment.
KSI faz uma breve aparição na série documental esportiva original da Amazon, "All or Nothing: Arsenal", que documentou o clube ao passar tempo com a comissão técnica e jogadores nos bastidores, tanto dentro quanto fora de campo, ao longo da temporada de 2021-22.
Em 2023, KSI lançou um documentário chamado "KSI: In Real Life", produzido pela Amazon Prime Video e Louis Theroux, focando na vida e carreira de KSI. Theroux afirmou que seria "uma oportunidade de ver um outro lado de JJ, entendendo como ele chegou onde está, o mundo de um criador de conteúdo online premium hoje, e um homem que fez disso sua marca nunca perder, enquanto ele enfrenta o mundo da música."

### Livro
Em 2015, KSI publicou uma biografia intitulada "KSI: I Am a Bellend". O livro foi lançado em 24 de setembro de 2015 no Reino Unido e cinco dias depois nos Estados Unidos. KSI fez uma turnê para promover o livro desde o lançamento até 4 de outubro de 2015.
Em 18 de outubro de 2016, KSI e os Sidemen lançaram um livro intitulado "Sidemen: The Book", publicado pela Coronet Books, e embarcaram em uma turnê de promoção por todo o Reino Unido. Um best-seller número um no Reino Unido, o livro vendeu 26.436 cópias nos primeiros três dias de lançamento.

### Video games
Em 2016, KSI se uniu ao Endemol Shine Group para publicar KSI Unleashed, um jogo que foi lançado nos sistemas iOS e Android. KSI provocou o YouTuber PewDiePie, afirmando que "por que eu faria alguém gastar dinheiro para comprar meu jogo de aplicativo móvel", referindo-se ao fato de que PewDiePie: Legend of the Brofist não era um aplicativo gratuito. KSI Unleashed foi removido da Google Play Store e da App Store em uma data desconhecida.
Em 2018, KSI participou dos esforços promocionais para o jogo EA Sports UFC 3, treinando ao lado do ex-campeão mundial peso médio do UFC, Michael Bisping.
Em agosto de 2021, KSI se juntou ao Roblox e organizou uma festa de lançamento virtual de um álbum dentro do jogo.

### Prime
Em janeiro de 2022, KSI anunciou que ele e Logan Paul haviam fundado uma empresa de bebidas conhecida como Prime. A empresa é uma linha de bebidas esportivas, misturas de bebidas e energéticos criada e comercializada pela Prime Hydration, LLC.

### WWE
Em 1 de abril de 2023, KSI apareceu no evento principal da WWE, WrestleMania 39, durante a luta entre Logan Paul e Seth Rollins. Ele acompanhou Paul durante sua entrada usando um traje de garrafa da Prime e interferiu na luta, mas foi surpreendido por um frog splash de Paul depois que Rollins rapidamente mudou de posição com KSI. Em 8 de março de 2024, KSI fez outra aparição no SmackDown ao lado de Paul para celebrar a parceria da Prime com a WWE; no entanto, foram interrompidos por Randy Orton, que aplicou um RKO em KSI.

## Vida pessoal
KSI é torcedor do Arsenal. Em seu vídeo "Googling Myself", KSI revelou que é agnóstico.
Em março de 2021, KSI enfrentou críticas por ter usado um termo transfóbico e misgenderizado uma pessoa trans em um vídeo dos Sidemen. Mais tarde, ele se desculpou, afirmando não saber que a palavra era ofensiva. Em abril de 2023, KSI utilizou o termo racial "Paki" em um vídeo dos Sidemen que parodiava o programa britânico Countdown. Ele posteriormente se desculpou no Twitter e anunciou uma pausa nas redes sociais. O vídeo foi removido desde então. KSI visitou o Instituto Al-Hikam, uma mesquita em Bradford, para "se educar", onde pediu desculpas novamente pelo desapontamento e mágoa que causou.

### Renda e riqueza
Em 2015, os ganhos de KSI foram estimados pela Forbes em mais de US$4.5 milhões, colocando-o como o quinto YouTuber mais bem pago do mundo na época.
Em 2018, a revista Esquire relatou que, segundo o Social Blade, KSI poderia ganhar até £250,000 em receita publicitária por vídeo, e que as endossos de produtos em suas redes sociais custavam cerca de £75,000. O site Heavy também reportou no mesmo ano que KSI era diretor de três empresas no Reino Unido, com um patrimônio totalizando £1.7 milhões ($2.2 milhões).
O Business Insider relatou que a luta de boxe amadora de KSI contra Logan Paul em 2018 gerou cerca de £8.5 milhões apenas em receita de pay-per-view, além de uma receita adicional de bilheteria ao vivo de mais de £2.7 milhões em vendas de ingressos. Algumas estimativas calcularam os ganhos potenciais da luta em £30 milhões a £40 milhões para cada um, mas KSI refutou essas alegações, afirmando que seus ganhos eram "um valor alto", mas "nada perto de £40 milhões ou £20 milhões". Forbes reportou que KSI estava contratado para ganhar um montante mínimo de US$900,000 de sua segunda luta contra Logan Paul em 2019.
Em uma entrevista com a Men's Health em 2020, KSI confirmou que possui mais de dez propriedades "em toda a Inglaterra", com um valor combinado de mais de £10 milhões. Em 2020, o The Sunday Times estimou os ganhos de KSI em £12 milhões por ano; um ano depois, eles acreditavam que seus ganhos estimados tinham aumentado em mais £13 milhões.
KSI tem sido aberto sobre seus investimentos em criptomoedas. Ele revelou que perdeu quase £6 milhões em criptomoedas em 2021. Ele afirma que não pretende mais investir em criptomoedas após essas perdas.
Em julho de 2023, KSI investiu na The Fellas Studios, uma empresa de produção de propriedade dos YouTubers Callum "Calfreezy" Airey e Joshua "TheBurntChip" Larkin. Também foi revelado que ele investiu na notwoways, uma marca de tênis localizada no leste de Londres de propriedade do YouTuber Callum "Callux" McGinley.

## Filantropia
Em 2015, KSI doou US$10,000 para um stream de caridade online organizado pelo YouTuber Castro1021, e participou do evento Race Against Slime, arrecadando fundos para a SpecialEffect, uma fundação que desenvolve tecnologia para ajudar pessoas com deficiências físicas a jogar videogames.
Entre 2016 e 2023, KSI e o restante dos Sidemen hospedaram e participaram de cinco eventos de futebol de caridade, arrecadando mais de £3 milhões para diversas instituições de caridade, incluindo a Saint's Foundation, Childline, Young Minds, Charlton Athletic Community Trust, CALM, Teenage Cancer Trust, Rays of Sunshine e M7 Education.
Em 8 de maio de 2020, KSI ajudou em um banco de alimentos em apoio à campanha Help the Hungry do The Independent. Em 18 de dezembro de 2020, KSI preparou refeições para apoiar a campanha Food for London Now do Evening Standard. KSI também doou £10,000 para a arrecadação de fundos "Lol-a-thon" da BBC Radio 1 em 11 de março de 2021. Em 30 de março de 2021, foi anunciado que KSI assinou uma carta aberta, escrita por Lenny Henry, para incentivar pessoas negras britânicas a receberem a vacina contra a COVID-19.
Em 15 de dezembro de 2023, KSI enfrentou o streamer americano IShowSpeed em uma luta de boxe amistosa de caridade, após uma rivalidade de brincadeiras que durou um ano. Eles conseguiram arrecadar mais de £50,000 para a Anthony Walker Foundation.

## Recorde do boxe

### Profissional
| No. | Resultado | Recorde | Oponente            | Tipo | Round, tempo | Data                  | Local                                       | Notas                                                                                         |
| --- | --------- | ------- | ------------------- | ---- | ------------ | --------------------- | ------------------------------------------- | --------------------------------------------------------------------------------------------- |
| 6   | Loss      | 4–1 (1) | Tommy Fury          | UD   | 6            | 14 de outubro de 2023 | Manchester Arena, Manchester, England       | Originalmente dado vitória por UD para Fury                                                   |
| 5   | NC        | 4–0 (1) | Joe Fournier        | NC   | 2 (6), 1:26  | 13 de maio de 2023    | Wembley Arena, London, England              | Originalmente uma vitória por KO para KSI; revertida devido a um golpe acidental de cotovelo. |
| 4   | Win       | 4–0     | FaZe Temperrr       | KO   | 1 (6), 2:19  | 14 de janeiro de 2023 | Wembley Arena, London, England              |                                                                                               |
| 3   | Win       | 3–0     | Luis Alcaraz Pineda | KO   | 3 (3), 0:50  | 27 de agosto de 2022  | The O2 Arena, London, England               |                                                                                               |
| 2   | Win       | 2–0     | Swarmz              | KO   | 2 (3), 0:28  | 27 de agosto de 2022  | The O2 Arena, London, England               |                                                                                               |
| 1   | Win       | 1–0     | Logan Paul          | SD   | 6            | 9 de novembro de 2019 | Staples Center, Los Angeles, California, US |                                                                                               |

### Amador
| No. | Resultado | Recorde | Oponente   | Tipo | Round, tempo | Data                   | Local                                 | Notas |
| --- | --------- | ------- | ---------- | ---- | ------------ | ---------------------- | ------------------------------------- | ----- |
| 2   | Draw      | 1–0–1   | Logan Paul | MD   | 6            | 25 de agosto de 2018   | Manchester Arena, Manchester, England |       |
| 1   | Win       | 1–0     | Joe Weller | TKO  | 3 (6), 1:30  | 3 de fevereiro de 2018 | Copper Box Arena, London, England     |       |

## Filmografia
| Ano  | Título                              | Papel     | Notas           | Ref.    |
| ---- | ----------------------------------- | --------- | --------------- | ------- |
| 2015 | Minecraft: No Nether                | Ele mesmo | Documentário    | [ 178 ] |
| 2016 | Laid in America                     | Duncan    | Papel principal | [ 130 ] |
| 2018 | KSI: Can't Lose                     | Ele mesmo | Documentário    | [ 179 ] |
| 2019 | Test Case                           | Tola      | Filme curto     | [ 180 ] |
| 2022 | Beast Mode On                       | Ele mesmo | Documentário    |         |
| 2023 | KSI: In Real Life                   | Ele mesmo | Documentário    |         |
| 2023 | Untold: Jake Paul the Problem Child | Ele mesmo | Documentário    |         |
| 2024 | The Sidemen Story                   | Ele mesmo | Documentário    | [ 181 ] |

| Ano       | Título                                | Papel      | Notas                                                   | Ref.    |
| --------- | ------------------------------------- | ---------- | ------------------------------------------------------- | ------- |
| 2013      | The Gadget Show                       | Ele mesmo  | Temporada 17; Episódio 5                                | [ 182 ] |
| 2013      | Friday Download                       | Ele mesmo  | Temporada 6; Episódio 10                                |         |
| 2016      | Rise of the Superstar Vloggers        | Ele mesmo  | Documentário                                            | [ 183 ] |
| 2017      | Saturday Mash-Up!                     | Ele mesmo  | Episódio: Cel Spellman                                  |         |
| 2018      | The Big Narstie Show                  | Ele mesmo  | Temporada 1; Episódio 6                                 | [ 184 ] |
| 2020      | Top Gear                              | Ele mesmo  | Temporada 28, Episódio 5                                | [ 185 ] |
| 2020      | Sport Relief 2020                     | Ele mesmo  | Especial para TV                                        | [ 186 ] |
| 2020      | The Playlist                          | Ele mesmo  | Temporada 4; Episódio 8                                 |         |
| 2020–2021 | Celebrity Gogglebox                   | Ele mesmo  | Temporada 2 (Episódio 1–4) e Temporada 3 (Episódio 6–8) | [ 187 ] |
| 2020      | Gogglebox                             | Ele mesmo  | Temporada 16                                            | [ 188 ] |
| 2021      | The Great Stand Up to Cancer Bake Off | Contestant | Temporada 4; Episódio 4                                 | [ 189 ] |
| 2021      | Blue Peter                            | Ele mesmo  |                                                         | [ 190 ] |
| 2022      | All or Nothing: Arsenal               | Ele mesmo  | Episódio: "New Beginnings"                              |         |

| Ano       | Título                     | Papel            | Notas                                                                 | Ref.            |
| --------- | -------------------------- | ---------------- | --------------------------------------------------------------------- | --------------- |
| 2014      | 5-A-Side                   | Matt Clark       | 5 Episódios                                                           | [ 191 ]         |
| 2014      | KSI: Demolished            | Ele mesmo        | 5 Episódios                                                           |                 |
| 2014      | The Sidemen Experience     | Ele mesmo        | 5 Episódios                                                           | [ 192 ]         |
| 2016      | Pass the Pad               | Ele mesmo        | 5 episódios                                                           | [ 193 ]         |
| 2016–2017 | YouTube Rewind             | Ele mesmo        | Episódio: "The Ultimate 2016 Challenge" Episódio: "The Shape of 2017" | [ 194 ] [ 195 ] |
| 2017      | Bad Weather Films          | Curly a.k.a Curl | Episódio: "Parkour Boys"                                              | [ 196 ]         |
| 2018      | The Sidemen Show           | Ele mesmo        | 7 Episódios                                                           | [ 197 ]         |
| 2018      | Formula E Voltage          | Ele mesmo        | Episódio: "2018 Ad Diriyah ePrix"                                     | [ 198 ]         |
| 2019      | Does the Shoe Fit          | Ele mesmo        | Temporada 1                                                           | [ 199 ]         |
| 2020      | The Creator Games 1        | Ele mesmo        |                                                                       | [ 200 ]         |
| 2020      | The Creator Games 2        | Ele mesmo        |                                                                       | [ 201 ]         |
| 2024      | The Chase: Sidemen Edition | Ele mesmo        | Episódio Spin-Off                                                     | [ 202 ]         |
| 2024      | Inside                     | Host             | Reality Show                                                          | [ 203 ]         |

## Gameografia
| Ano  | Jogo          | Tipo     | Plataformas  | Desenvolvedor       | Ref.    |
| ---- | ------------- | -------- | ------------ | ------------------- | ------- |
| 2016 | KSI Unleashed | Ação     | Android, iOS | Grupo Endemol Shine | [ 142 ] |
| 2018 | BoxTuber      | Esportes | Android, iOS | Viker Limited       |         |

## Discografia
Álbuns de estúdio
- Dissimulation (2020)
- All Over the Place (2021)

Álbuns colaborativos
- New Age (com Randolph) (2019)